# Tadea Arias de Enríquez (obraz Francisca Goi)

Portret markizy de Pontejos, Goya, ok. 1786

Tadea Arias de Enríquez – obraz olejny hiszpańskiego malarza Francisca Goi. Portret przedstawiający szlachciankę Tadeę Arias de Enríquez należy do zbiorów Muzeum Prado w Madrycie.

## Okoliczności powstania
Portret powstał prawdopodobnie w latach 1789–1790 z okazji ślubu Tadei Arias de Enríquez (1770 –1855) z jej pierwszym mężem Tomásem de Leónem. Świadczą o tym herby rodzin Arias i León namalowane w lewym dolnym rogu obrazu. Tomás de León przyjaźnił się z księstwem Osuny Pedrem i Maríą Josefą Pimentel y Téllez-Girón. Był emerytowanym kapitanem pułku finansowanego i dowodzonego przez księcia Osuny. Brat Tomása de Leóna, Eugenio, był zarządcą dóbr książąt Benavente, czyli rodziny, z której pochodziła księżna Osuny. Również miejscowość Castromocho, gdzie urodziła się Tadea, znajdowała się pod zwierzchnictwem książąt Benavente.
Księstwo Osuny należeli do czołowych przedstawicieli hiszpańskiego oświecenia. Roztaczali mecenat nad naukowcami i artystami epoki, do których należał Francisco Goya. W latach 1785–1817 Goya namalował dla nich około 30 dzieł – portrety patronów i ich dzieci, sceny religijne, a także serię obrazów gabinetowych. Prawdopodobnie Goya otrzymał zlecenie na ten portret dzięki przyjaźni pary książęcej z mężem portretowanej. Zlecenie nie jest udokumentowane, ale według hrabiego Viñazy Goya otrzymał za obraz 10 tys. reali de vellón. Portret został wymieniony w testamencie Tadei z 1855 roku, jednak bez podania nazwiska autora. Wyceniono go jedynie na 400 reali.

## Opis obrazu
Tadea została przedstawiona w otwartej przestrzeni na tle pejzażu. Ma na sobie elegancką, bogato dekorowaną szyfonową suknię. Talię podkreśla szeroka, ozdobiona kameą czarna wstążka, zawiązana z tyłu na dużą kokardę. Portretowana nosi białe rękawiczki i pończochy, a jej buty są ozdobione srebrnymi klamrami. Gest lewej ręki sugeruje, że jest w trakcie zakładania drugiej rękawiczki. Na głowie ma dużą, ciemną perukę ułożoną w loki. Twarz jest urodziwa ale mało ekspresyjna, możliwe, że Goya słabo znał modelkę i nie mógł ukazać jej osobowości, chociaż psychologiczna analiza postaci jest typowa dla jego portretów. Styl jest zbliżony do ostatnich projektów do tapiserii wykonanych przez Goyę.
Portrety kobiet wykonane przez Goyę w latach 90. XVIII wieku charakteryzuje znaczący wpływ angielskiego portretu, który malarz znał dzięki rycinom. Typowe dla nich jest m.in. umieszczenie postaci na zewnątrz, często w ogrodzie, aby podkreślić ich kobiecość i urodę. Malarz wydaje się wyolbrzymiać średni status społeczny portretowanej, umieszczając ją w typowym dla arystokratycznych portretów otoczeniu, z neoklasyczną wazą w tle. Marmurowa waza z herbem sugeruje, że Tadea znajduje się w ogrodzie pałacu, w którym mieszkała. 
Porównując portret Tadei Arias ze współczesnym mu Portretem markizy de Pontejos, można zauważyć istotne różnice w stylu. Portret Tadei jest pozbawiony typowej dla Goi lekkości. Widoczna jest drobiazgowa dbałość o szczegóły m.in. w haftach i herbach rodowych. Efekt kolorystyczny połączenia szarości i zieleni jest chłodny i matowy. Kompozycja jest konwencjonalna, ponadto brak ekspresji twarzy portretowanej. Według Manueli Meny te cechy pozwalają przypuszczać, że autorem portretu jest inny malarz nadworny, protegowany książąt Osuny i przyjaciel Goi – Agustín Esteve. Camón Aznar sugeruje, że Esteve wykonał replikę tego obrazu.

## Proweniencja
Obraz należał do portretowanej i znajdował się w Vélez-Málaga. Po śmierci właścicielki w 1855 roku odziedziczył go jej syn Juan Nepomuceno Enríquez Arias. W 1876 roku obraz przeszedł na dzieci jego rodzeństwa a wnuki Tadei: Gabriela i Luisę Enríquez y Valdés. Luisa przekazała go Muzeum Prado, gdzie obraz znajduje się od 3 lipca 1896 roku.